# Comuna de Słopnice
Słopnice (polaco: Gmina Słopnice) é uma gminy (comuna) na Polónia, na voivodia de Pequena Polónia e no condado de Limanowski. A sede do condado é a cidade de Słopnice.
De acordo com os censos de 2004, a comuna tem 5848 habitantes, com uma densidade 103,1 hab/km².

## Área
Estende-se por uma área de 56,74 km², incluindo:
- área agrícola: 53%
- área florestal: 40%

## Demografia
Dados de 30 de Junho 2004:
|                      | Total   | Total | Mulheres | Mulheres | Homens  | Homens |
| -------------------- | ------- | ----- | -------- | -------- | ------- | ------ |
|                      | pessoas | %     | pessoas  | %        | pessoas | %      |
| População            | 5848    | 100   | 2890     | 49,4     | 2958    | 50,6   |
| Densidade (pop./km²) | 103,1   | 100   | 50,9     | 50,9     | 52,1    | 52,1   |

De acordo com dados de 2002, o rendimento médio per capita ascendia a 1409,23 zł.

## Comunas vizinhas
- Dobra, Kamienica, Limanowa, Limanowa, Tymbark